# Mina Juanita
La Mina Juanita, també anomenada Mina de la Font del Lleó, és una antiga mina de ferro i plom situada al torrent de la Font del Lleó, a la serra de Collserola, dins de les propietats de la Torre de Santa Caterina, al barri de Pedralbes de Barcelona.
El jaciment es va començar a explotar al segle xviii, però les extraccions més importants corresponen als segles XIX i XX. El 1905 Mossèn Norbert Font i Sagué va publicar al Butlletí de la Institució Catalana d’Història Natural l'article El jaciment de blenda y galena de St. Pere Màrtir, referent a aquesta mina. Va ser explotada de forma més o menys artesanal fins al 1934, any en què es va abandonar.
La mina presenta tres galeries, que segueixen l'orientació dels filons rics en galena. Mesuren entre 10 i 13 m de fondària, entre 0,80 i 3 m d'amplada, i l'alçada mitjana és de 2,5 m. Al fons d'una d'elles on hi han oberts dos pous que serviren segurament per extreure'n el mineral i permetre el corrent d'aire. Els minerals que s'hi explotaven són els sulfurs de zinc i plom, esfalerita (ZnS) i galena (PbS); mentre que els principals minerals en la ganga són calcita (CaCO₃), barita (BaSO₄), fluorita (CaF₂) i quars (SiO₂).